# WON Most Underrated Wrestler
El Wrestling Observer Newsletter (WON) Most Underrated es un premio entregado por la revista de lucha libre profesional Wrestling Observer Newsletter al luchador considerado como el más infravalorado dentro de una empresa.

## Historia
El primer premio se dio en 1980, siendo Iron Sheik el primer galardonado, luchador perteneciente a la World Wrestling Federation. El año siguiente le fue otorgado a Buzz Sawyer, luchador de la National Wrestling Alliance, siendo la única vez que la NWA recibe el premio. En 1982 el premio le fue otorgado de nuevo a un luchador de la WWF, en este caso, a Adrian Adonis y el año siguiente, a The Dynamite Kid, de la New Japan Pro-Wrestling, siendo la primera vez que se lo dan a una empresa nipona y la única vez que se lo dieron a la NJPW. En 1984 volvieron a darlo a un luchador de la WWF, B. Brian Blair. Los tres años siguientes fueron a parar a luchadores de la Jim Crockett Promotions, a Bobby Eaton (1985 y 1986) y a Brad Amstong(1987). En 1988 y 1989 se lo dieron a los luchadores de la All Japan Pro Wrestling Tiger Mask II y Dan Kroffat respectivamente. En 1990 el premio se le concedió por tercera vez a Bobby Eaton, de la JCP, en 1991 y 1992 se le otorgó al luchador de la WWF Terry Taylor y en 1993 se le otorgó por cuarta vez a Eaton, siendo el luchador que más veces lo ha ganado.
En 1995 el galardonado fue Brian Pillman, de la JCP, siendo la última vez que la empresa ganó el premio. Los tres años siguientes se le concedió a luchadores de la WWF, siendo los ganadores Skip, Lief Cassidy y Flash Funk respectivamente y desde 1998 hasta 2000 se le entregó a los luchadores de la World Championship Wrestling Chris Benoit (1998) y Chris Jericho (1999 y 2000). En 2001, el premio se le entregó a Lance Storm, luchador de la WCW y de la WWF, debido a que en 2001 la WCW cerró y empezó a trabajar en la WWF. En 2002, la WWF cambió su nombre a World Wrestling Entertainment, siendo premiados sus luchadores hasta la actualidad:2002, Booker T; 2003, Último Dragon; 2004, Paul London; 2005, 2006 y 2007, Shelton Benjamin; 2008, Montel Vontavious Porter; 2009, Evan Bourne; 2010, Kaval; 2011, Dolph Ziggler, 2012, Tyson Kidd ,2013, Antonio Cesaro y en 2014 Cesaro repitió el premio. En 2017 los votantes escogieron a Rusev, en 2018 a Finn Bálor y en 2019 al exluchador Olímpico Shorty G.
En 2020 y 2021 el Premio recae en Ricochet, quien en otras empresas había conseguido ganar los Premios a Mejor Luchador Aéreo y Mejor Movimiento. En 2022 y 2024 es Konosuke Takeshita, siendo el primer luchador de All Elite Wrestling en ganarlo. En 2023 Chad Gable gana la encuesta por segunda vez.

## Ganadores

### N° de premios por promoción
| 1980 | Iron Sheik               | World Wrestling Federation (WWF)                                    |   |      |                    |     |   |      |            |     |   |      |                    |     |
| 1981 | Buzz Sawyer              | National Wrestling Alliance (NWA)                                   |   |      |                    |     |   |      |            |     |   |      |                    |     |
| 1982 | Adrian Adonis            | World Wrestling Federation (WWF)                                    |   |      |                    |     |   |      |            |     |   |      |                    |     |
| 1983 | The Dynamite Kid         | New Japan Pro-Wrestling (NJPW)                                      |   |      |                    |     |   |      |            |     |   |      |                    |     |
| 1984 | B. Brian Blair           | World Wrestling Federation (WWF)                                    |   |      |                    |     |   |      |            |     |   |      |                    |     |
| 1985 | Bobby Eaton              | Jim Crockett Promotions (JCP)                                       |   |      |                    |     |   |      |            |     |   |      |                    |     |
| 1986 | Bobby Eaton (2)          | Jim Crockett Promorions (JCP)                                       |   |      |                    |     |   |      |            |     |   |      |                    |     |
| 1987 | Brad Amstrong            | Jim Crockett Promotions (JCP)                                       |   |      |                    |     |   |      |            |     |   |      |                    |     |
| 1988 | Tiger Mask II            | All Japan Pro Wrestling (AJPW)                                      |   |      |                    |     |   |      |            |     |   |      |                    |     |
| 1989 | Dan Kroffat              | All Japan Pro Wrestling (AJPW)                                      |   |      |                    |     |   |      |            |     |   |      |                    |     |
| 1990 | Bobby Eaton (3)          | Jim Crockett Promotions (JCP)                                       |   |      |                    |     |   |      |            |     |   |      |                    |     |
| 1991 | Terry Taylor             | World Wrestling Federation (WWF)                                    |   |      |                    |     |   |      |            |     |   |      |                    |     |
| 1992 | Terry Taylor (2)         | World Wrestling Federation (WWF)                                    |   |      |                    |     |   |      |            |     |   |      |                    |     |
| 1993 | Bobby Eaton (4)          | Jim Crockett Promotions (JCP)                                       |   |      |                    |     |   |      |            |     |   |      |                    |     |
| 1994 | Brian Pillman            | Jim Crockett Promotions (JCP)                                       |   |      |                    |     |   |      |            |     |   |      |                    |     |
| 1995 | Skip                     | World Wrestling Federation (WWF)                                    |   |      |                    |     |   |      |            |     |   |      |                    |     |
| 1996 | Lief Cassidy             | World Wrestling Federation (WWF)                                    |   |      |                    |     |   |      |            |     |   |      |                    |     |
| 1997 | Flash Funk               | World Wrestling Federation (WWF)                                    |   |      |                    |     |   |      |            |     |   |      |                    |     |
| 1998 | Chris Benoit             | World Championship Wrestling (WCW)                                  |   |      |                    |     |   |      |            |     |   |      |                    |     |
| 1999 | Chris Jericho            | World Championship Wrestling (WCW)                                  |   |      |                    |     |   |      |            |     |   |      |                    |     |
| 2000 | Chris Jericho (2)        | World Championship Wrestling (WCW)                                  |   |      |                    |     |   |      |            |     |   |      |                    |     |
| 2001 | Lance Storm              | World Championship Wrestling (WCW) World Wrestling Federation (WWF) |   |      |                    |     |   |      |            |     |   |      |                    |     |
| 2002 | Booker T                 | World Wrestling Entertainment (WWE)                                 |   |      |                    |     |   |      |            |     |   |      |                    |     |
| 2003 | Último Dragon            | World Wrestling Entertainment (WWE)                                 |   |      |                    |     |   |      |            |     |   |      |                    |     |
| 2004 | Paul London              | World Wrestling Entertainment (WWE)                                 |   |      |                    |     |   |      |            |     |   |      |                    |     |
| 2005 | Shelton Benjamin         | World Wrestling Entertainment (WWE)                                 |   |      |                    |     |   |      |            |     |   |      |                    |     |
| 2006 | Shelton Benjamin (2)     | World Wrestling Entertainment (WWE)                                 |   |      |                    |     |   |      |            |     |   |      |                    |     |
| 2007 | Shelton Benjamin (3)     | World Wrestling Entertainment (WWE)                                 |   |      |                    |     |   |      |            |     |   |      |                    |     |
| 2008 | Montel Vontavious Porter | World Wrestling Entertainment (WWE)                                 |   |      |                    |     |   |      |            |     |   |      |                    |     |
| 2009 | Evan Bourne              | World Wrestling Entertainment (WWE)                                 |   |      |                    |     |   |      |            |     |   |      |                    |     |
| 2010 | Kaval                    | World Wrestling Entertainment (WWE)                                 |   |      |                    |     |   |      |            |     |   |      |                    |     |
| 2011 | Dolph Ziggler            | World Wrestling Entertainment (WWE)                                 |   |      |                    |     |   |      |            |     |   |      |                    |     |
| 2012 | Tyson Kidd               | World Wrestling Entertainment (WWE)                                 |   |      |                    |     |   |      |            |     |   |      |                    |     |
| 2013 | Antonio Cesaro           | World Wrestling Entertainment (WWE)                                 |   |      |                    |     |   |      |            |     |   |      |                    |     |
| 2014 | (Antonio) Cesaro (2)     | World Wrestling Entertainment (WWE)                                 |   |      |                    |     |   |      |            |     |   |      |                    |     |
| 2015 | Cesaro (3)               | World Wrestling Entertainment (WWE)                                 |   |      |                    |     |   |      |            |     |   |      |                    |     |
| 2016 | Cesaro (4)               | World Wrestling Entertainment (WWE)                                 |   |      |                    |     |   |      |            |     |   |      |                    |     |
| 2017 | Rusev                    | World Wrestling Entertainment (WWE)                                 |   |      |                    |     |   |      |            |     |   |      |                    |     |
| 2018 | Finn Bálor               | World Wrestling Entertainment (WWE)                                 |   |      |                    |     |   |      |            |     |   |      |                    |     |
| 2019 | Shorty G                 | World Wrestling Entertainment (WWE)                                 |   |      |                    |     |   |      |            |     |   |      |                    |     |
| 2020 | Ricochet                 | WWE                                                                 |   |      |                    |     |   |      |            |     |   |      |                    |     |
| 2021 | Ricochet (2)             | WWE                                                                 | - | 2022 | Konosuke Takeshita | AEW | - | 2023 | Chad Gable | WWE | - | 2024 | Konosuke Takeshita | AEW |

| N.º | Promoción                                              | Años |
| --- | ------------------------------------------------------ | --- |
| 29  | World Wrestling Federation / Entertainment (WWF / WWE) | 1980, 1982, 1984, 1991, 1992, 1995, 1996, 1997, 2001, 2002, 2003, 2004, 2005, 2006, 2007, 2008, 2009, 2010, 2011, 2012, 2013, 2014, 2015, 2016, 2017, 2018, 2019, 2020, 2021, 2023 |
| 6   | Jim Crockett Promotions (JCP)                          | 1985, 1986, 1987, 1990, 1993, 1994 |
| 4   | World Championship Wrestling (WCW)                     | 1998, 1999, 2000, 2001 |
| 2   | All Japan Pro Wrestling (AJPW)                         | 1988, 1989 |
| 1   | National Wrestling Alliance (NWA)                      | 1981 |
| 1   | New Japan Pro-Wrestling (NJPW)                         | 1983 |
| 1   | All Elite Wrestling (AEW)                              | 2022 |